# 多米町
多米町（ためちょう）は、愛知県豊橋市の地名。

## 地理
豊橋市東部に位置する。東は静岡県湖西市、西は東小鷹野、北は牛川町・石巻町に接する。

### 河川
- 朝倉川[1]
- 豊川用水東部幹線水路[1]

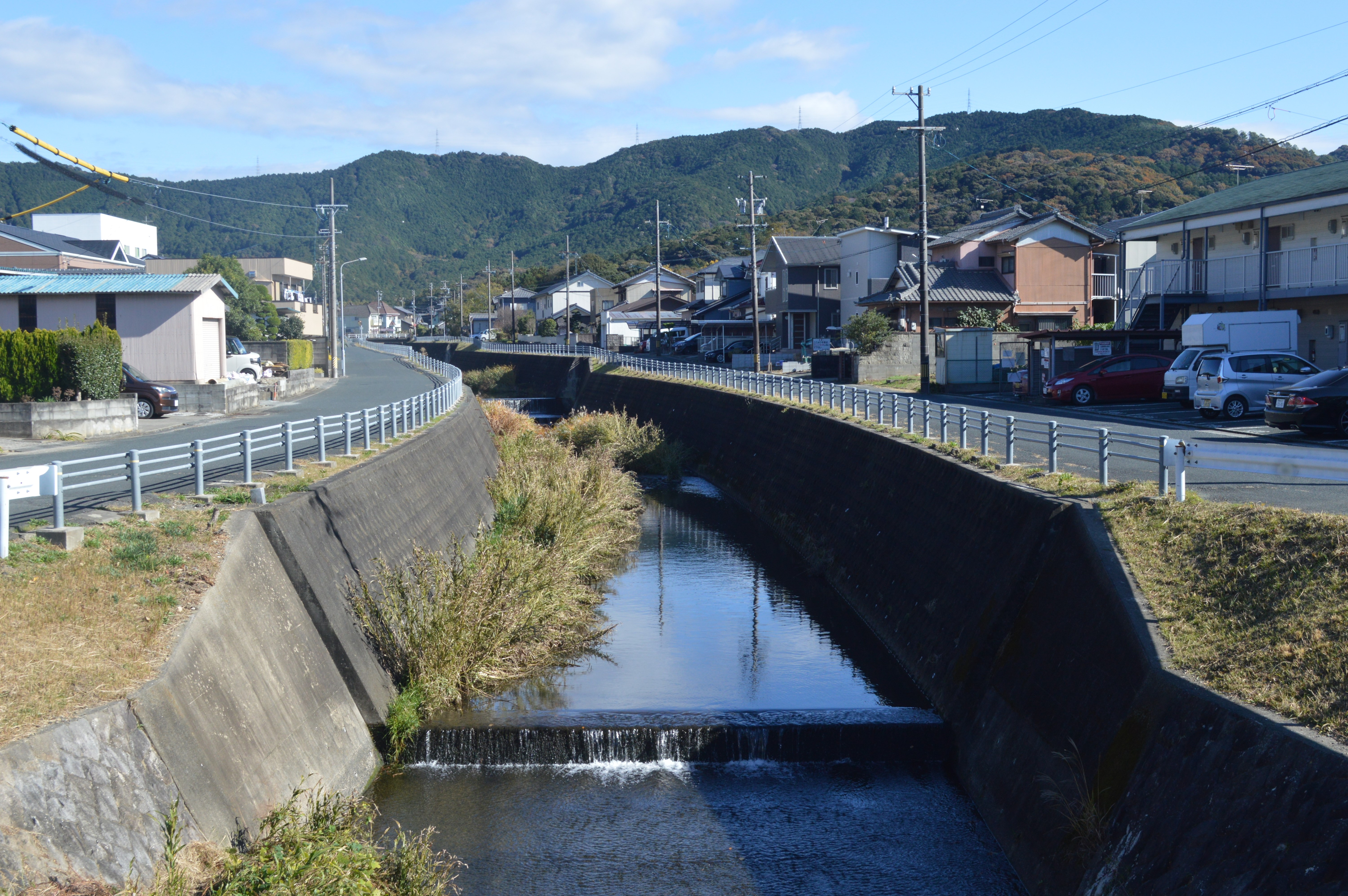
朝倉川

### 字一覧
| 現行字     | 1882年 （明治15年）当時 |
| ---------- | ----------------------- |
| 赤岩山（） | 赤岩山（）              |
|            | 貝津（）                |
| 神石（）   | 神石（）                |
| 川添（）   | 川添（）                |
| 北田（）   | 北田（）                |
| 北山崎（） | 北山嵜（）              |
| 北脇（）   | 北脇（）                |
|            | 口田（）                |
| 五反田（） | 五反田（）              |
| 沢尻（）   | 沢尻（）                |
|            | 清水（）                |
| 蝉川（）   | 蝉川（）                |
|            | 高柳（）                |
| 滝ノ谷（） | 滝ノ谷（）              |
| 大門（）   | 大門（）                |
| 塚原（）   | 塚原（）                |
| 坪尻（）   | 坪尻（）                |
| 寺門（）   | 寺門（）                |
|            | 道満（）                |
|            | 戸柱（）                |
|            | 鳥居前（）              |
|            | 野添（）                |
| 野中（）   | 野中（）                |
|            | 畑ヶ田（）              |
|            | 東脇（）                |
| 広畑（）   | 廣畑（）                |
|            | 風木（）                |
|            | 深田（）                |
| 福田（）   | 福田（）                |
| 松下（）   | 松下（）                |
|            | 松本（）                |
|            | 萬田（）                |
|            | 水引場（）              |
| 南脇（）   | 南脇（）                |
|            | 柳原（）                |
|            | 山﨑（）                |
|            | 織目（）                |

## 歴史

### 人口の変遷
国勢調査による人口および世帯数の推移。
| 1995年（平成7年）  | 159世帯 867人  |  |
| 2000年（平成12年） | 164世帯 882人  |  |
| 2005年（平成17年） | 196世帯 1046人 |  |
| 2010年（平成22年） | 207世帯 1093人 |  |
| 2015年（平成27年） | 238世帯 1004人 |  |

### 沿革
- 奈良時代から平安時代 - 『和名抄』にみえる三河国八名郡七郷である「多米郷」[注釈 1]として記録が残る[3]。
- 江戸時代 - 三河国八名郡多米村として所在[3]。吉田藩領[3]。
- 1889年（明治22年） - 八名郡美米村大字多米となる[4]。
- 1892年（明治25年） - 八名郡美米村大字多米が分離独立し、同郡多米村となる[4]。
- 1906年（明治39年） - 八名郡石巻村大字多米となる[4]。
- 1932年（昭和7年） - 豊橋市多米町となる[4]。
- 1947年（昭和22年） - 一部が井原町に編入される[4]。
- 1978年（昭和53年） - 一部が東小鷹野・西小鷹野・井原町・東田町にそれぞれ編入される[4]。
- 1983年（昭和58年） - 一部が多米西町・多米東町・多米中町・北岩田にそれぞれ編入される[4]。

## 交通
- 愛知県道豊橋大知波線[1]

## 施設
- 豊橋市民俗資料収蔵室 ふるため[1]
- 高野山真言宗赤岩寺[1]
- 東部保育園[1]
- 豊橋市立高山学園[1]
- 名古屋大学三河地殻変動観測所[1]
- 多米町公民館
- 赤岩山緑地
- 愛宕権現社
- 勧正寺

- 豊橋市民俗資料収蔵室 ふるため